# Fief de la Fossée
Le Fief de la Fossée est un domaine situé sur le territoire de Sevran, autrefois privé, le site appartient désormais à la ville de Sevran qui y a installé les locaux de l'hôtel de ville.

## Description
Le fief de la Fossée, sis le long du chemin d'Aulnay, aujourd'hui avenue du Général-Leclerc, était composé à l'origine de bâtiments d'habitation dont la demeure seigneuriale, et un second corps de bâtiment ; d'une chapelle domestique accolée à un corps de ferme avec grange, écuries, colombier et dépendances. Le tout entouré de murs. Le fief s'agrandit au fil des ans par le biais des acquisitions et échanges.
Il possédait le droit de moyenne et de basse justice.
Aujourd'hui la maison de maître, réhabilitée et remaniée, abrite la mairie actuelle, le second corps de bâtiment, trop vétuste pour être réhabilité a été démoli en 2013.

## Histoire

### Propriété privée
(décembre 2023).
- Si vous ne connaissez pas le sujet, laissez ce bandeau (vous pouvez alors contacter les auteurs).
- Si vous supprimez le contenu mis en cause (vous pouvez préalablement contacter les auteurs),

argumentez précisément cette suppression dans la page de discussion
(un manque de référence n'est pas un argument ; une recherche réelle de référence doit avoir été effectuée, être formellement documentée).
Ce fief est en possession des seigneurs de Sevran, la famille de Sailly : Hugues, Philippe et Jehan du XVe  au milieu du XVIe siècle.
Le 17 février 1549 il est partagé entre tous les héritiers de Jehan, dernier du nom. Fin XVIe il est entre les mains de René de Fourchelles, gruyer pour le Roi des forêts de Livry. Ce dernier le revendra le 16 octobre 1600 à Claude Mérault conseiller du roi et auditeur des comptes à Paris, et Jeanne Lecomte sa femme. Les Mérault perdront un fils de onze ans, Claude,  décédé à la Fossée le 11 novembre 1610, enterré en l'église Saint-Martin de Sevran. Nous pouvons voir encore aujourd'hui sa dalle funéraire.
Notons encore comme propriétaires, entre autres :
- en 1640 Monsieur de Neuilly qui sera inhumé  en l'église Saint-Martin.
- Monsieur de la Barre, acquisition du 4 Novembre 1660.
- le  sieur Denis Tessier, écuyer, officier de la chambre de feu la Reine Mère (Anne d'Autriche), porte-manteau ordinaire de Monsieur, frère unique du Roi (Philippe d'Orléans), qui l'acquiert le 1er juin 1666 et se fera dès lors appeler « Tessier de Sevran ».
- Jules François Thibou, écuyer (1670-1671).
- le sieur Dufresne, sieur du Telloy (Acte du 10 août 1672)[3].
- Grâce aux titres d'acquisitions successifs déposés au minutier central des Archives nationales  l'on peut suivre depuis cette date jusqu'à nos jours, les divers propriétaires de cet ensemble, fief jusqu'à la révolution, ensuite vaste maison bourgeoise.

Dans la seconde partie du XVIIe siècle, le fief passe entre les mains de la famille Therresse (acquisition du 30 avril 1674), qui prit alors le nom de Therresse de la Fossée. Il est acquis de la veuve Dufresne, depuis épouse Lenoir, par dame Anne Marguerite Verrier, veuve de Pierre Jacques Therresse, bourgeois de Paris, le 20 Avril 1674.
Pendant plus de 100 ans la famille Therresse veillera sur Sevran ainsi qu'il est attesté par de nombreux témoignages et actes municipaux.
Il est à noter que dans un partage entre les consorts Therresse, des biens de leurs parents, le 30 Septembre 1747, il est indiqué " ... compensation aux héritiers de la somme de 24000 livres, et ce, pour leur contribution en 1730 de la reconstruction du principal manoir...",,. Ce qui tenterait à dire que le bâtiment abritant la mairie actuellement, date de la première partie du XVIIIe siècle.
Le 31 octobre 1786, Emmanuel Jacques Therresse, écuyer, avocat au parlement et conseiller du Roy et conseiller intime de son Altesse Monseigneur l'évêque de Spize et conseiller secrétaire du Roi , maison couronne de France et de ses finances, seigneur du fief de la Fossée et autre lieux, qui en est devenu seul propriétaire par suite des successions,  époux de Marie Victoire Martin de Martinfort, vend la Fossée au chevalier Gaspard Joseph Moreau, seigneur de Gorenflots, Arcambac, Bach, Croanac et autres lieux , grand bailly d'épée du bailliage de Montreuil sur Mer.
Tous ces personnages de la Fossée étaient très proches du Roi; Lors de la vente ci dessus il est notamment stipulé pour Monsieur Therresse : " de rendre conformément à la soumission qu'en a faite Monsieur Berthier, intendant de la généralité de Paris : I°- le cheval de vivres qui lui a été fourni au nom du Roy (Louis XVI) sous les conditions arrêtées par sa Majesté le 3 juillet 1785 auquel ledit Sieur de Gorenflots se soumet , etc ... " Dans l'état des meubles faisant suite à cette vente il est d'ailleurs indiqué : " Y compris le cheval du Roi ( Acte de vente par Emmanuel Jacques Therresse à Gaspard Joseph , chevalier de Gorenflots, du fief de la Fossée.( Notaires au Chatelet du 31 Octobre 1786).
Le sieur de Gorenflots revend le fief de la Fossée, , le 25 Octobre 1790  à dame Marguerite Louise Fontaine, veuve de Etienne Bourdet de Villiers, écuyer, chirurgien dentiste du Roi.
Le 31 Septembre 1791, Madame Bourdet cède la Fossée à Léonard Alexis Bertin,  issu d'une noble famille d'Aquitaine et ancien président de la Chambre des Comptes et à Marie Marguerite Louise Auger de Montignac, son épouse, petite fille de Madame Bourdet.  Léonard Alexis Bertin est maire de Sevran de 1803 à 1808.
En 1792, il héberge la poétesse Adélaïde Gillette Billet, épouse de Simon Petit-Dufrenoy, procureur au châtelet. Simon Petit-Dufrenoy, abandonnant sa charge de procureur, deviendra officier public de Sevran pendant la période 1796-1798[réf. nécessaire].
Adélaïde  écrira dans ses mémoires : "Quand le printemps revint, je cherchai et je trouvai une maison de campagne agréable et vaste, mais productive, où j'allais m'établir avec ma société de Bièvre , à laquelle se joignit Monsieur Berton[réf. souhaitée].
Septembre 1792, en pleine terreur, elle y recueille les amis de son cercle parisien, devenus  suspects, entre autres l'Abbé Sicard - Le poëte Gabriel Marie Legouvé - Florian - Evariste de Parny, ami de Bertin - Camille Jordan, le philosophe Joseph-Marie de Gérando[réf. nécessaire].
Le 5 Septembre, elle y donne le jour à un fils, Ours Pierre Armand Dufrénoy qui passera ses jeunes années à la Fossée[réf. nécessaire]. Abandonnant le prénom "Ours", Pierre Armand Dufrénoy deviendra un célèbre géologue et minéralogiste. Ingénieur des mines en 1821, il établira l'année suivante avec son collègue Léonce Élie de Beaumont la carte géographique de la France.
Après les Bertin, le domaine passe entre les mains de Philippe Touchard, maire de Sevran de 1811 à 1837 et administrateur des messageries Royales; lequel  revend  en 1838  la propriété à Augustin Etienne Boch.
Ce dernier changera la destination de l'ancien fief :  aux termes d'un acte de M° De la Marnière au Raincy le 23 Septembre 1841 : I°-  Il fera la division entre la maison de maître,  le vieux bâtiment et la chapelle d'une part -  et le  corps de ferme d'autre part. 2°- Vente de la maison de maître et la chapelle à Désiré François de Burneville. [réf. nécessaire]
Quant à la ferme elle est vendue le 21 mars 1843 par Monsieur Boch à Georges Rouget, peintre d'Histoire. Après le décès de Georges Rouget, elle reste entre les mains de ses héritiers jusqu'en 1900. À cette époque, elle est vendue à la famille Hamelin, dont les descendants l'exploitent jusqu'en 1974. Elle est alors connue sous le nom de Ferme Rolland.
La maison de maître devient ensuite propriété de la famille Richer, propriétaire de la Compagnie Richer, établissement de Vidanges sis à la Villette rue d'Allemagne et à son épouse. Elle passe ensuite entre les mains de Madame Hervé ; son cousin et héritier, René Dreux, en fait don à la Fondation  Maison de santé des gardiens de la Paix  dans les années 1930 et pendant près de quarante cinq ans elle hébergera les policiers victimes des accidents de leur métier, sous le nom de " Maison de santé du gardien de la Paix".

### Acquisition par la municipalité et réhabilitation
La propriété, maison de maître et ferme, est ensuite acquise par la commune de Sevran au cours de l'année  1974. La maison de maître abritera le  conservatoire de musique de Sevran, puis, désaffectée partiellement et en attente de réhabilitation, elle est en partie détruite par le feu lors des émeutes de novembre 2005. Depuis juin 2015, la mairie de Sevran est installée dans ce bâtiment après rénovation. Quant au corps de ferme, trop vétuste pour être rénové à l'identique, il conserve cependant son apparence ancienne. La façade des écuries a gardé quelques éléments du  XIXe siècle, et le bâtiment a été transformé en salle du conseil. Quant à la vieille grange sur sa gauche, elle a dû également être reconstruite, trop fragile pour être conservée. C'est maintenant la salle des mariages à laquelle on accède par le pigeonnier qui lui, également a conservé son apparence d'autrefois. Ces travaux ont été terminés fin 2018. Une chapelle est située à droite en entrant dans la cour. Rénovée elle a gardé son aspect. Cette chapelle  possède des peintures murales remarquables. Ces peintures, dégradées, ont fait l'objet d'une très belle rénovation en 2022 par une équipe de huit sevranais, dans le cadre d'un chantier de réinsertion.  Le 7 Février 2024 a été décerné à la ville de Sevran le prix départemental des Rubans du Patrimoine récompensant la réhabilitation de la chapelle.

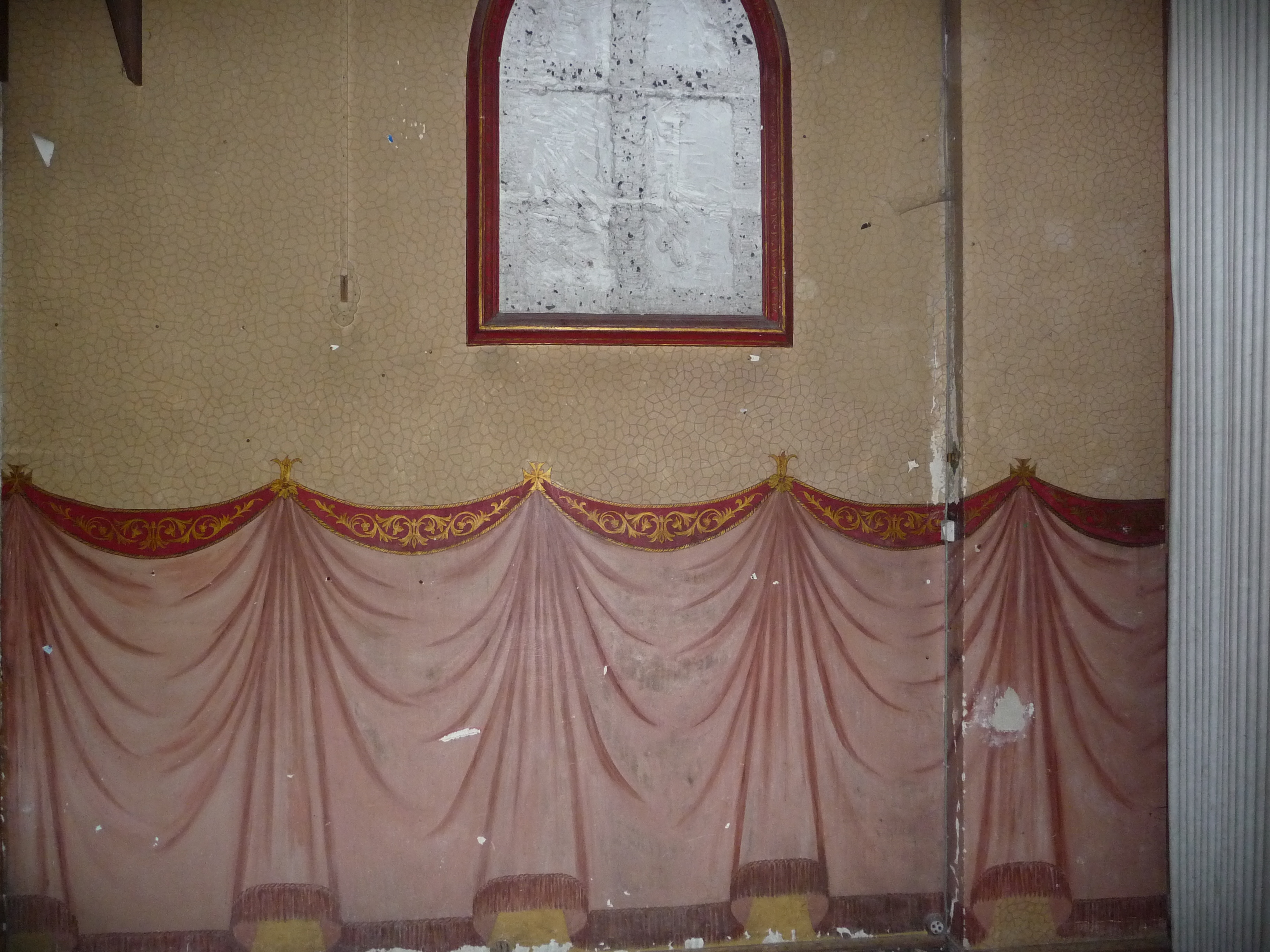
Peintures murales de la chapelle de la Fossée représentant des tentures en drapé.
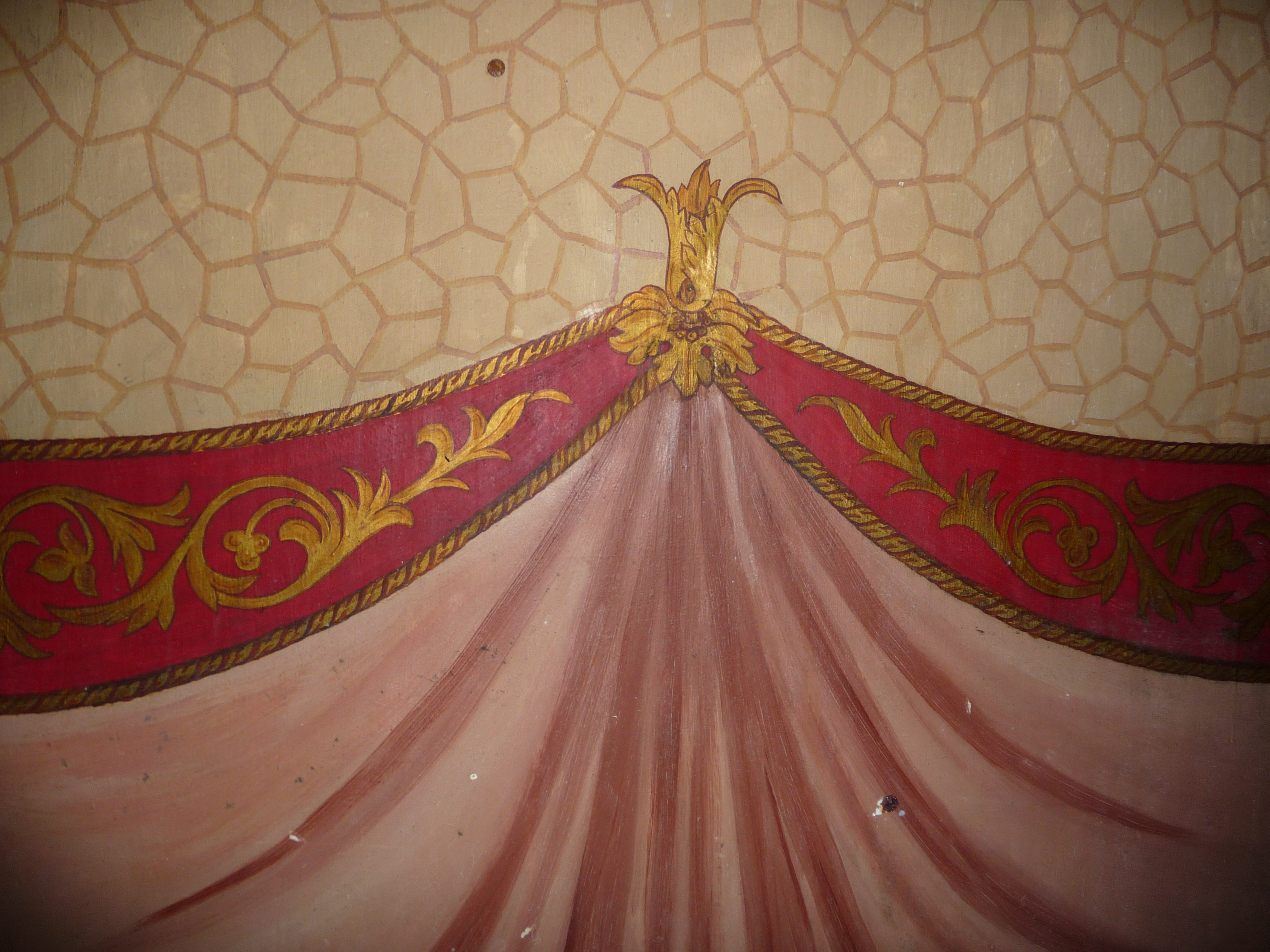
Détails de la peinture murale de la chapelle de la Fossée.

## Sources